# Peligroso pop
Peligroso pop es una canción interpretada por el grupo explícito de origen mexicano Plastilina Mosh, incluida en el tercer álbum de estudio Hola Chicuelos fue publicado en septiembre del año 2003. Fue el primer sencillo en lanzarse de dicho álbum.

## Vídeo musical
El vídeo fue producido por el director de cine y vídeos Fernando Eimbcke. En el vídeo se muestra a los integrantes estando en un club cabaret y con muchas otras chicas pasándola bien.

## Lista de canciones

### CD - Single[5]
| Peligroso pop — Single |                 |          |  |
| N.º                    | Título          | Duración |  |
| 1.                     | «Peligroso pop» | 3:36     |  |

## Posiciones en las listas
| Listas (2003)                       | Posición |
| ----------------------------------- | -------- |
| México (Los 100+ Pedidos MTV Norte) | 86       |

## Curiosidades
- Cabe destacar que este vídeo musical fue visto en todo público en ese tiempo en especial los canales de televisión como Ritmoson, MTV Latinoamérica y Telehit. Varios jóvenes menores de edad estaban viendo el vídeo musical, a los principios de septiembre de 2019, el sitio oficial de YouTube, varios usuarios mencionaron que ese vídeo musical fue visto desde la niñez.
  - También el video musical apareció en VH1 Latinoamérica el 17 de octubre de 2016 en el bloque de Old is Cool. La última aparición que se emitió fue el 2 de agosto de 2020 por el mismo bloque. dos meses antes que el canal latinoamericana cerrara sus transmisiones para dar paso a la versión europea el 7 de octubre de ese año.[7]
- En junio de 2024, el vídeo oficia cuenta con más de 15.8 millones de reproducciones.